# Supermarine Walrus
Die Supermarine Walrus war ein einmotoriges amphibisches katapultfähiges Doppeldecker-Flugboot des britischen Herstellers Supermarine Aviation Works (ab 1928 Teil von Vickers-Armstrongs). Es wurde von Reginald Joseph Mitchell konstruiert, im Vorort Woolston von Southampton gebaut und ab 1935 in Dienst gestellt. Erster Nutzer war die Royal Australian Air Force (RAAF), die die Maschine als Supermarine Seagull Mk.V von den Kreuzern der Royal Australian Navy (RAN) und dem Seeflugzeugträger HMAS/später HMS Albatross zum Einsatz brachte. 1939 wurde die Walrus auf fast allen Kreuzern der Royal Navy als Bordflugzeug eingesetzt.
Entwickelt als Bordflugzeug für Katapultstart zur Artilleriebeobachtung und Aufklärung, übernahm die Maschine auch andere Aufgaben und wurde besonders erfolgreich zur Seenotrettung eingesetzt, um notgelandete Besatzungen zu bergen. Es blieb während des gesamten Zweiten Weltkrieges im Einsatz.

## Geschichte

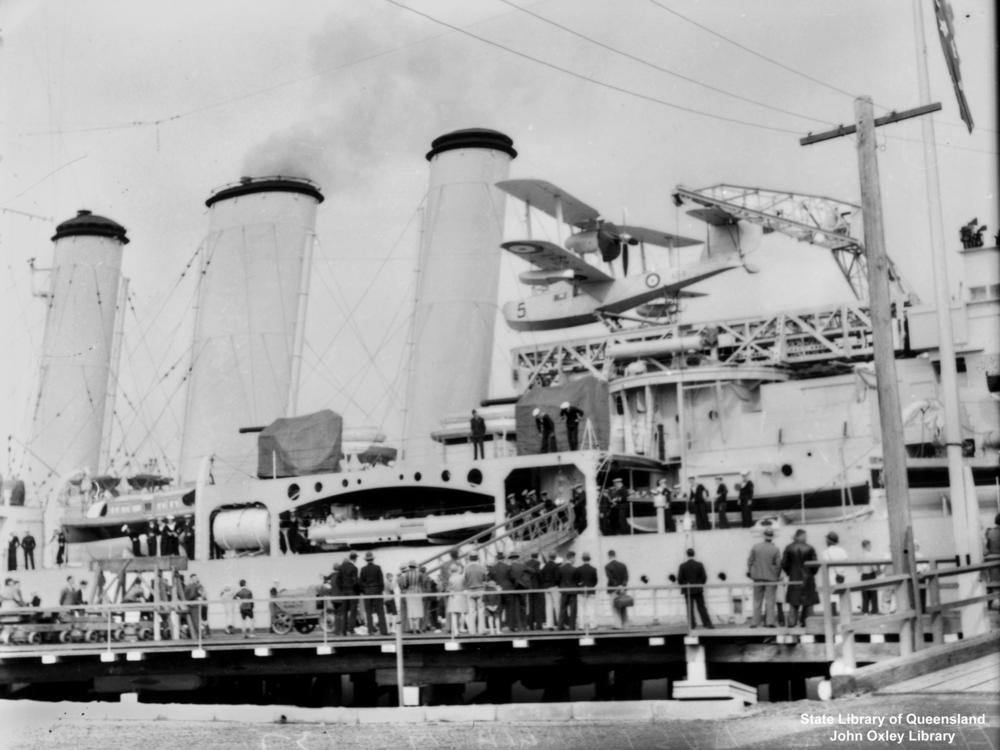
Seagull Mk.V auf HMAS Australia

1923 begann die Überarbeitung der Supermarine Seagull nach den ersten Einsatzerfahrungen. Supermarine baute auftragsgemäß einen Prototyp Sheldrake, es kam aber zu keiner Serienfertigung. Das Tragwerk der Seagull wurde 1928 noch für zwei weitere Prototypen genutzt, die den Namen Seamew erhielten. Es waren kleine zweimotorige Flugboote, die bis 1930 getestet wurden, aber nicht überzeugten.
1930 begann die Entwicklung eines kleinen Flugbootes, das einen Metallrahmen erhielt und von einem Bristol Jupiter IX-Motor mit Druckpropeller angetrieben wurde. Eingesetzt werden sollte der neue Typ vom australischen Seeflugzeugträger HMAS Albatross und als Bordflugzeug von Kreuzern, da die in Australien eingesetzte Seagull Mk.III nicht katapultfähig war. Diese Maschine erhielt den Namen Seagull Mk.V, flog erstmals 1933 und wurde zuerst ab 1935 bei der australischen Marine eingesetzt. Weiterentwickelt und von der Royal Navy/ Fleet Air Arm 1935 bestellt, erhielt es den Namen Walrus und wurde das meistgebaute britische Flugboot und hatte mit der Sea Otter sogar noch einen Doppeldecker-Nachfolger. Um die Walrus möglichst platzsparend unterzubringen, konnten die Flügel eingeklappt werden, was dem Flugzeug eine minimale Breite von 5,5 m verschaffte.
Die ersten Versionen dieses Flugzeugs wurden 1935 hergestellt. Serienmäßig wurde es von 1936 bis 1944 in 740 Exemplaren produziert.
Die Walrus wurde in zwei Versionen serienmäßig produziert, der Mark I (aus Metall) und der Mark II (aus Holz) und an die RAF, RNZAF, RAAF, RNZN sowie den Fleet Air Arm ausgeliefert. Meistens wurde sie als Beobachtungs- und Seerettungsflugzeug eingesetzt, teilweise jedoch auch zur U-Boot-Abwehr. Insgesamt wurden während des Zweiten Weltkriegs mindestens vier deutsche U-Boote sowie ein französisches durch Walrus versenkt.
Die letzte Supermarine Walrus wurde 1947 außer Dienst gestellt.

## Produktionszahlen
Die Walrus wurde bei Saunders Roe (453 Exemplare) und Supermarine (283 Exemplare) in Serie gebaut. Es gab insgesamt 736 Walrus.
| Jahr     | Anzahl |
| -------- | ------ |
| bis 1938 | 187    |
| 1939     | 54     |
| 1940     | 57     |
| 1941     | 132    |
| 1942     | 207    |
| 1943     | 96     |
| 1944     | 3      |
| Summe    | 736    |

## Militärische Nutzer
- Argentinien, zwei Seagull Mk.V mit Schulkreuzer La Argentina, acht Maschinen 1947 geliefert, im Einsatz zur Erkundung der Antarktis[2],
- Australien
  - Royal Australian Air Force
- Ägypten
- Frankreich
  - Aéronavale
- Irland, drei Maschinen ab März 1939, N.18 (anfangs L2301) heute im Fleet Air Arm Museum in Yeovilton, England.
- Kanada
  - Royal Canadian Air Force
  - Royal Canadian Navy
- Neuseeland
  - Royal New Zealand Air Force
- Sowjetunion
  - sowjetische Seefliegerkräfte, eine Maschine 1942 bis 1943 in Archangelsk.
- Türkei
- Vereinigtes Königreich
  - Fleet Air Arm
  - Royal Air Force

## Zivile Nutzer
- Australien
  - Amphibious Airways in Rabaul mit vier ex-RAAF-Maschinen; Zulassung für den Einsatz mit bis zu zehn Passagieren; eingesetzt im Charterbetrieb und als Krankentransporter; bis 1954 eingesetzt.[3]
  - VH-ALB ex RAAF A2-4, bis 1962 für Touristen im Einsatz[3]
- Kanada
  - Kenting Aviation[4]
- Niederlande
  - Willem Barendsz (I); zwei Maschinen für den Einsatz vom Walfangmutterschiff gekauft; nicht eingesetzt[5]
- Norwegen
  - Vestlandske Luftfartsskelskap in Bergen, zwei Maschinen als Lufttaxis und Frachtmaschinen eingesetzt[3]
- Vereinigtes Königreich
  - United Whalers sechs Maschinen gekauft, drei in der Fangsaison 1946/1947 eingesetzt in der Antarktis vom Fabrikschiff Balaena, das einen ex-Royal Navy-Katapult und Hebekran hatte.[5]

## Technische Daten

Dreiseitenriss der Supermarine Walrus

| Kenngröße             | Daten                                              |
| --------------------- | -------------------------------------------------- |
| Konstrukteur          | Reginald Joseph Mitchell                           |
| Besatzung             | 3–4                                                |
| Länge                 | 11,46 m                                            |
| Spannweite            | 13,96 m                                            |
| Höhe                  | 4,87 m                                             |
| Flügelfläche          | 56,67 m²                                           |
| Nutzlast              | 1040 kg                                            |
| Leermasse             | 2220 kg                                            |
| Startmasse            | 3250 kg                                            |
| Reisegeschwindigkeit  | 152 km/h                                           |
| Höchstgeschwindigkeit | 216 km/h                                           |
| Dienstgipfelhöhe      | 5640 m                                             |
| Reichweite            | 960 km                                             |
| Triebwerk             | ein Sternmotor Bristol Pegasus-VI, 775 PS (570 kW) |
| Bewaffnung            | drei 7,7-mm-Vickers-MG, 272 kg Bomben              |